# L'allegoria dell'amore
L'allegoria dell'amore (The Allegory of Love: A Study in Medieval Tradition) è un saggio dello scrittore C. S. Lewis pubblicato nel 1936, un'influente esplorazione allegorica del trattamento dell'amore nel Medioevo e nel Rinascimento.

## Descrizione
Nel primo capitolo, Lewis ripercorre l'evoluzione del concetto di amor cortese dai trovatori provenzali al suo pieno sviluppo nelle opere di Chrétien de Troyes. È qui che espone la famosa caratterizzazione de "la forma particolare che esso [amor cortese] ebbe; i quattro segni di umiltà, cortesia, adulterio e religione dell'amore", i cui ultimi due, in particolare, sono stati oggetto di una buona dose di polemiche tra gli studiosi più tardi. Nel secondo capitolo, Lewis discute l'evoluzione medievale della tradizione allegorica in scrittori come Bernard Silvestris e Alain de Lille.
I restanti capitoli, dissertando sui punti realizzati nei primi due, esaminano l'uso dell'allegoria nella rappresentazione dell'amore in una selezione di opere poetiche, a cominciare dal Roman de la Rose. L'attenzione, però, viene particolarmente mirata su opere in lingua inglese: le poesie di Chaucer, Confessio Amantis di John Gower, Testamento d'amore di Usk  e sulle opere degli epigoni di Chaucer,  Faerie Queene di Spenser.
Il libro è infarcito con citazioni di poesie in molte lingue, tra cui latino classico e medievale, inglese medio e francese antico. Le piccanti traduzioni in inglese di molti di queste poesie sono realizzate da Lewis.
Il libro ha avuto una edizione in lingua italiana nel 1969 dall'editore Einaudi di Torino.